# Daria Serenko
Daria Serenko (Да́рья Андре́евна Сере́нко, Darja Andrejevna Serenko), född 23 januari 1993 i Chabarovsk i östra Sibirien, är en rysk poet, författare, feminist och antikrigsaktivist. Hon har, efter förföljelser och trakasserier från regimen och en fängelsevistelse, lämnat Ryssland och bor numera i Tyskland. Tre av hennes böcker finns utgivna på svenska.

## Biografi
Darja Serenko har studerat vid Maksim Gorkijs litteraturinstitut i Moskva. Hon har arbetat på bibliotek, universitet och som kurator vid museer. Hennes erfarenheter från arbetsplatser och anställningar ur ett feministiskt perspektiv publicerades först på Facebook och sammanställdes därefter till boken Devotjki i institutsii (svenska: Flickor och institutioner). Hon var delaktig i grundandet av en hemlig tillflyktsort för feministiska aktivister, Femdatja.
Efter att ha publicerat en symbol i form av ett utropstecken som används av Navalnyj-anhängare, fängslades hon 2022 och hölls i så kallat förvar under två veckors tid. Ryssland invaderade Ukraina strax efter frisläppandet. Hon var därefter en av grundarna till den feministiska antikrigsrörelsen FAM, Feminist Anti-War Resistance. Hon hotades till livet, förföljdes av polis och ultrahögern och insåg att hon måste lämna landet. Hon flyttade först till Georgien och därefter till Tyskland. Serenko står numera på den ryska listan över "utländska agenter".

## Författarskap
Flickor och institutioner utgår från egna och andras erfarenheter av att vara kvinnlig anställd vid ryska kulturinstitutioner. Hon beskriver förminskande, övervakning och anpassning utan ifrågasättande. I översättarens förord till svenska beskrivs boken som en "autofiktiv poetisk satir". Hon skriver också om det genusrelaterade våldet utövat såväl i hemmen som av polisen och statsmakten, och hon menar att det finns ett samband med den politiska aggressiviteten som tagit sig uttryck i den storskaliga invasionen av Ukraina.
Jag önskar mitt hem aska är ett slags dagbok som tog form under den två veckor långa fängelsevistelsen i "specialförvar" 2022. I boken varvas konkreta beskrivningar av miljön i cellen, den personliga upplevelsen av fångenskapen och relationen till medfångarna med poetiska avsnitt.
Kriget börjar i hemmet: om hur feministerna i Ryssland organiserade sig mot kriget i Ukraina är skriven av aktivister i den feministiska antikrigsmotståndsrörelsen FAM. Syftet är att presentera rörelsen för den svenska läsekretsen.

## Aktivism och betydelse
Efter fullföljda studier initierade Serenko en gräsrotsrörelse, #тихийпикет ('tyst strejkvakt'), där deltagarna med plakat uppmanade resenärer i ryska allmänna kommunikationer att samtala om det utbredda våldet mot kvinnor och det politiska förtrycket. Serenko tog 2021 via Facebook initiativ till en manifestation mot det politiska förtrycket i form av en "solidaritetskedja" med mer än 300 deltagande kvinnor i St Petersburg och Moskva. Efter att i flera år varit verksam som feministisk aktivist var hon en av initiativtagarna till att skapa en hemlig tillflyktsort för aktivister och HBTQ-personer i form av Femdatja.
Efter den ryska invasionen av Ukraina var Serenko delaktig i grundandet av den feministiska antikrigsrörelsen FAM, Feminist War Resistance.
Hon är en av världens mest inflytelserika kvinnor 2023, enligt BBC.